# Episodi de I gialli di Edgar Wallace (prima stagione)
La prima stagione della serie televisiva I gialli di Edgar Wallace (The Edgar Wallace Mystery Theatre) è andata in onda negli Stati Uniti da settembre 1960 a febbraio 1961. In Italia è stata trasmessa dalle televisioni locali negli anni '80.
| nº | Titolo originale           | Titolo italiano                 | Prima TV USA   | Prima TV Italia |
| -- | -------------------------- | ------------------------------- | -------------- | --------------- |
| 0  | Urge to Kill               |                                 | Marzo 1960     |                 |
| 1  | Clue of the Twisted Candle | Il mistero della porta di ferro | Settembre 1960 |                 |
| 2  | The Man Who Was Nobody     | L'uomo che non era "nessuno"    | Dicembre 1960  |                 |
| 3  | Marriage of Convenience    | Matrimonio di convenienza       | Novembre 1960  |                 |
| 4  | The Malpas Mystery         | L'enigma di Mister Malpas       | Ottobre 1960   |                 |
| 5  | Clue of the New Pin        | La chiave del mistero           | Febbraio 1961  |                 |
| 6  | Partners in Crime          | Delitto per due                 | Febbraio 1961  |                 |

## Urge to Kill
- Prima televisiva: Marzo 1960
- Diretto da: Vernon Sewell
- Soggetto di: James Eastwood, Gerald Savory
- Attori principali: Patrick Barr (Superintendent Allen), Ruth Dunning (Auntie B.)

## Clue of the Twisted Candle
"I gialli di Edgar Wallace" (n.1) - 1º Episodio
- Prima televisiva: Settembre 1960
- Diretto da: Allan Davis
- Soggetto di: Philip Mackie
- Attori principali: Bernard Lee (Superintendent Meredith), David Knight (Lexman), Francis De Wolff (Ramon Karadis)

## The Man Who Was Nobody
"I gialli di Edgar Wallace n.3" - 2º Episodio
- Prima televisiva: Dicembre 1960
- Diretto da: Montgomery Tully
- Soggetto di: James Eastwood
- Attori principali: Hazel Court (Marjorie Stedman), John Crawford (Smith del Sudafrica), Lisa Daniely (Alma Weston)

## Marriage of Convenience
"I gialli di Edgar Wallace n.3" - 1º Episodio
- Prima televisiva: Novembre 1960
- Diretto da: Clive Donner
- Soggetto di: Robert Banks Stewart
- Attori principali: Harry H. Corbett (Inspector Bruce), John Cairney (Larry), John Van Eyssen (John Mandle)

## The Malpas Mystery
"I gialli di Edgar Wallace" (n.1) - 2º Episodio
- Prima televisiva: Ottobre 1960
- Diretto da: Sidney Hayers
- Soggetto di: Paul Tabori, Gordon Wellesley
- Attori principali: Maureen Swanson (Audrey Bedford), Allan Cuthbertson (Lacey Marshalt), Geoffrey Keen (Torrington), Sandra Dorne (Dora Elton), Ronald Howard (Dick Shannon)

## Clue of the New Pin
"I gialli di Edgar Wallace n.2" - 2º Episodio
- Prima televisiva: Febbraio 1961
- Diretto da: Allan Davis
- Soggetto di: Philip Mackie
- Attori principali: Paul Daneman (Rex Lander), Bernard Archard (Superintendent Carver), James Villiers (Tab Holland)

## Partners in Crime
"I gialli di Edgar Wallace n.2" - 1º Episodio
- Prima televisiva: Febbraio 1961
- Diretto da: Peter Duffell
- Soggetto di: Robert Banks Stewart
- Attori principali: Bernard Lee (Ispettore Mann), Moira Redmond (Freda Strickland), John Van Eyssen (Frank Merril)